# Rugby Europe U18 Championship 2010
El Rugby Europe U18 Championship del 2010 se disputó en Francia y fue la séptima edición del torneo en categoría M18.

## Equipos participantes
- Selección juvenil de rugby de Alemania
- Selección juvenil de rugby de Bélgica
- Selección juvenil de rugby de Francia
- Selección juvenil de rugby de Georgia
- Selección juvenil de rugby de Irlanda
- Selección juvenil de rugby de Italia
- Selección juvenil de rugby de Rumania
- Selección juvenil de rugby de Rusia

## Resultados

### Cuartos de final
- Los perdedores avanzan a la copa de plata

| 28 de marzo | Alemania | 11 - 20 | Irlanda |  |  |

| 28 de marzo | Italia | 10 - 50 | Francia |  |  |

| 28 de marzo | Bélgica | 27 - 14 | Rusia |  |  |

| 28 de marzo | Georgia | 25 - 7 | Rumania |  |  |

### Semifinal de Plata
| 31 de marzo | Italia | 13 - 8 | Rusia |  |  |

| 31 de marzo | Alemania | 44 - 0 | Rumania |  |  |

### Semifinales Campeonato
| 31 de marzo | Francia | 21 - 0 | Bélgica |  |  |

| 31 de marzo | Georgia | 11 - 19 | Irlanda |  |  |

### Séptimo puesto
| 3 de abril | Rusia | 34 - 12 | Rumania |  |  |

### Quinto puesto
| 3 de abril | Italia | 18 - 13 | Alemania |  |  |

### Tercer puesto
| 3 de abril | Georgia | 18 - 15 | Bélgica |  |  |

### Final
| 3 de abril | Francia | 27 - 3 | Irlanda |  |  |

| Bandera de Francia |
| Campeón Francia    |
| Quinto título      |